# Miguel Auza (Zacatecas)
Miguel Auza é um município do estado de Zacatecas, no México.